# One Love (film, 2003)
Pour les articles homonymes, voir One Love.
Pour plus de détails, voir Fiche technique et Distribution.
One Love est un film romantique jamaïcain réalisé par Rick Elgood et Don Letts, sorti en 2003.
Écrit par Trevor D. Rhone, le film a pour principaux interprètes Ky-Mani Marley et Cherine Anderson.
Ce film est une présentation vertueuse du mouvement rasta en Jamaïque, qui se permet de dénoncer les stéréotypes redondants au fil d’une histoire d’amour ni trop banale ni trop excentrique.

## Synopsis
Kassa, un jeune musicien rasta membre d’un groupe jamaïcain de reggae, rencontre en participant à un casting de musique nationale la jeune et douce Serena, membre d’un gospel et fille d’un pasteur local. L’amour foudroie Kassa et perturbe Serena qui, au long du film, sera amenée à choisir le cœur ou la raison. Cela pendant que Selector G le producteur véreux tentera de s´approprier les droits de la musique symbolique des rastas.

## Fiche technique
- Titre : One Love
- Réalisateur : Rick Elgood, Don Letts
- Scénario : Trevor D. Rhone
- Producteur : Nik Powell
- Producteur exécutif : Ian Prior
- Assistant de production : Kate McCullagh
- Image : John Christian Rosenlund
- Musique : Simon Bass
- Montage : Jon Endre Mørk
- Maquillage : Evet Hussey
- Costumes : Tasha Hussey
- Société de production : One Love Films
- Société de distribution : Blue Dolphin Film Distributors
- Durée : 97 minutes
- Pays d'origine : Jamaïque
- Langue : anglais
- Date de sortie : 7 septembre 2003 au Festival du Film de Toronto

## Distribution
- Ky-Mani Marley : Kassa
- Vas Blackwood : Scarface
- Cherine Anderson : Serena
- Idris Elba : Aaron
- Winston Bell : Selector G
- Winston Stona : Pastor Johnson
- Leon C. Allen : Innocent Kru
- Donald Anderson : Town Crier (voix)
- Paul Barclay : Musicien d'église
- Kelly Barrett : Claudette
- Regina Beavers : secrétaire
- Carl Bradshaw : Obeah Man
- Carey Campbell : Innocent Kru
- Christopher Daley : Neville
- Dane Dwyer : Hartley Johnson
- Velia Espeut : Mère James
- Barrington Green : officier de police
- Nicole Henry : Diva Matrix
- Althea Hewitt : Diva Matrix
- Shelly-Ann Rose Hill : Diva Matrix
- Michael Holgate : Bobo
- Claudine Hyatt : choriste
- Steven-Claude Hyatt : choriste
- Hemsley C. Morris Jnr : Innocent Kru

En plus des chansons des deux acteurs principaux, la bande sonore comprend la musique de Bob Marley et de Shaggy.